# Zach Cherry
Zach Cherry, né le 1er novembre 1987, est un acteur et humoriste américain.

## Carrière
En 2018, il incarne le rôle d'Ethan dans la série télévisée Netflix You.
En 2022, il rejoint le casting principal de la série télévisée Severance aux côtés d'Adam Scott et Britt Lower.

## Filmographie

### Cinéma
- 2016 : The Place We Live : Ivan
- 2017 : The Big Sick : un fêtard
- 2017 : Spider-Man: Homecoming : Klev
- 2018 : An Evening with Beverly Luff Linn : Tyrone Paris
- 2018 : Mon âme sœur : Jim
- 2018 : Paranoïa : Dennis
- 2019 : Isn't It Romantic : un coéquipier
- 2019 : Nighty Night
- 2020 : Drunk Bus : Josh
- 2021 : Shang-Chi et la Légende des Dix Anneaux : Klev

### Télévision
- 2015 : High Maintenance : l'homme diabétique (1 épisode)
- 2015 : Broad City : Bystander (1 épisode)
- 2015 : New Timers : Patrick (3 épisodes)
- 2015-2016 : Life, After : Winston (3 épisodes)
- 2016 : Horace and Pete : le jeune hipster (1 épisode)
- 2016 : Unbreakable Kimmy Schmidt : l'administrateur (1 épisode)
- 2016 : Search Party : Duncan (3 épisodes)
- 2017 : The Late Show with Stephen Colbert : lui-même (1 épisode)
- 2017-2019 : Crashing : Kevin Woods (8 épisodes)
- 2018 : Divorce (1 épisode)
- 2018 : You : Ethan (10 épisodes)
- 2018 : I Feel Bad : Norman (13 épisodes)
- 2018-2020 : Our Cartoon President : Ben Carson et autres personnages (22 épisodes)
- 2019 : The Magicians : Frankie Gallo (1 épisode)
- 2019 : Succession : Brian (1 épisode)
- 2019 : Living with Yourself : Hugh (4 épisodes)
- 2020 : Most Dangerous Game : Looger (9 épisodes)
- 2020 : The Last O.G. : Miles (4 épisodes)
- 2020-2021 : Duncanville : Wolf (19 épisodes)
- 2022-2025 : Severance (série télévisée) : Dylan (19 épisodes)
- 2024 : Fallout : Woody Thomas

### Doublage
- 2025 : Your Friendly Neighborhood Spider-Man : Klev